# Ostřice
Ostřice (Carex) je rod bylin z čeledi šáchorovitých.

## Popis
Jedná se o rostliny trávovitého vzhledu (graminoidy). Někdy vytváří husté trsy až bulty, jindy nikoliv a pak často vytváří výběžky. Lodyhy jsou většinou listnaté, zpravidla trojhranné, vzácněji oblé. Listy jsou bazální i lodyžní, vzácněji jen bazální, jsou přisedlé, střídavé, s listovými pochvami na bázi svrchní strany listu se nachází jazýček. Čepele jsou čárkovité (zpravidla maximálně do 2 cm široké), ploché či žlábkovité nebo skládané do tvaru písmene M, vzácně nitkovité, žilnatina je souběžná. Jedná se o rostliny jednodomé i dvoudomé. Květy jsou jednopohlavné a tvoří jednokvěté klásky, které skládají klasy; ty jsou buď jednotlivé (jednoklasé ostřice), nebo dále skládají laty, hrozny či klasy (víceklasé ostřice). Pokud jsou víceklasé, pak jsou někdy samčí a samičí květy přítomny ve stejném klásku (stejnoklasé ostřice), jindy se složené květenství skládá ze samostatných samčích a samičích klásků (různoklasé ostřice). Klasy jsou podepřeny listeny, jednotlivé květy (jednokvěté klásky) jsou také podepřeny listenem, který se nazývá většinou pleva. U samičích květů je navíc přítomen další listen (pleva), který má srostlé okraje a tím obaluje celý květ a později nažku. Tyčinky jsou 3 (vzácně 1 či 2), blizny 2 nebo 3. Okvětí chybí. Plodem je nažka, která spolu s obalem listenu tvoří mošničku. Mošničky jsou podepřené plevami. Po celém světě je známo asi 2000 druhů, hlavně v oblastech s mírným nebo chladným klimatem. Jedná se o jeden z nejrozsáhlejších rodů cévnatých rostlin.

## Taxonomická poznámka
Někteří autoři dělí rod Carex s.l. na dva dílčí rody: Carex s.str. (česky ostřice) a Vignea (česky tuřice). Mezi Carex s. str. třeba Dostál (1989) zařazuje některé jednoklasé a různoklasé ostřice, zatímco Vignea u něj obsahuje stejnoklasé ostřice a některé jednoklasé. V tomto článku je zastáváno široké pojetí rodu Carex.

## Seznam druhů ostřic (výběr)
V České republice roste více než 80 druhů ostřic. Pro přehlednost je lze dělit do několika skupin. Některé druhy jsou hojné, jiné naopak extrémně vzácné. Část patří k ohroženým rostlinám, viz poznámka C1: kriticky ohrožený druh; C2: Silně ohrožený druh. Do seznamu byly přidány další druhy, které se v ČR nevyskytují, ale rostou v sousedních státech, v závorce uvedeno (mimo ČR).
- 1. Jednoklasé ostřice
  - a. Jednodomé
    - Carex capitata L. (mimo ČR)
    - Carex microglochin Wahlenb. (mimo ČR)
    - Carex obtusata Liljebl. – ostřice přítupá; C1??, nový druh pro ČR
    - Carex pauciflora Lightf. – ostřice chudokvětá
    - Carex pulicaris L. – ostřice blešní; C2
    - Carex rupestris All. – ostřice skalní; C1

  - b. Dvoudomé
    - Carex davalliana Sm. – ostřice Davallova; C2
    - Carex dioica L. – ostřice dvoudomá; C1
- 2.Stejnoklasé ostřice
  -     - Carex appropinquata Schum. – ostřice odchylná; C2
    - Carex arenaria L. (mimo ČR)
    - Carex baldensis L. (mimo ČR)
    - Carex bohemica Schreber – ostřice šáchorovitá (neboli o. česká)
    - Carex brizoides L. – ostřice třeslicovitá
    - Carex brunnescens (Pers.) Poiret – ostřice hnědavá; výskyt v ČR pochybný
    - Carex canescens L. – ostřice šedavá
    - Carex chordorrhiza L. fil. – ostřice šlahounovitá; C1
    - Carex curvata Knaf – ostřice křivoklasá
    - Carex curvula All. ostřice zakřivená (mimo ČR)
    - Carex diandra Schrank – ostřice přioblá (neboli o. dvoumužná); C2
    - Carex disperma Devey (mimo ČR)
    - Carex disticha Huds. – ostřice dvouřadá
    - Carex divisa Huds. ostřice dělená (mimo ČR)
    - Carex echinata Murray – ostřice ježatá
    - Carex elongata L. – ostřice prodloužená
    - Carex foetida All. (mimo ČR)
    - Carex heleonastes L.f. (mimo ČR)
    - Carex lachenalii (Carex bipartita All.) ostřice svišťová (mimo ČR).
    - Carex ligerica J. Gay (mimo ČR)
    - Carex loliacea L. (mimo ČR)
    - Carex maritima Gunnerus (mimo ČR)
    - Carex muricata agg.
      - Carex chabertii F. W. Schultz – ostřice Chabertova
      - Carex contigua Hoppe (C. spicata Huds.) – ostřice klasnatá
      - Carex divulsa Stokes – ostřice přetrhovaná; C2
      - Carex leersiana Rauschert – ostřice mnoholistá
      - Carex muricata L. s. str. – ostřice měkkoostenná
      - Carex pairae F. W. Schultz – ostřice Pairaova

    - Carex muskingumensis Schweinitz ostřice palmová (původní Severní Amerika)
    - Carex otrubae Podp. – ostřice Otrubova
    - Carex ovalis Good. (C. leporina auct.) – ostřice zaječí
    - Carex paniculata L. – ostřice latnatá
    - Carex praecox Schreber – ostřice časná
    - Carex pseudobrizoides Clavaud – ostřice pískomilná; C1
    - Carex remota L. – ostřice řídkoklasá
    - Carex repens Bell. - ostřice plazivá (mimo ČR)
    - Carex stenophylla Wahlenb. – ostřice úzkolistá; C1
    - Carex vulpina L. – ostřice liščí
    - Carex vulpinoidea Michx. - (původ Severní Amerika)
- 3. Různoklasé ostřice
  - a. Ostřice s koncovým kláskem smíšeným
    - Carex aterrima Hoppe – ostřice zčernalá (o. nejtmavší); C2
    - Carex atrata L. – ostřice tmavá; C1
    - Carex bicolor All. (mimo ČR)
    - Carex buxbaumii Wahlenb. – ostřice Buxbaumova; C1
    - Carex fuliginosa Schkuhr - ostřice sazová (mimo ČR)
    - Carex hartmanii Cajander – ostřice Hartmanova
    - Carex parviflora Host - ostřice malokvětá (mimo ČR)
    - Carex norvegica Retz. (mimo ČR)

  - b. Ostřice s koncovým kláskem čistě samčím a 2 bliznami
    - Carex acuta L. (C. gracilis Curtis) – ostřice štíhlá
    - Carex bigelowii Schweinitz (C. rigida Good.,C. fyllae T. Tolman) – ostřice Bigelowova
    - Carex buekii Wimmer – ostřice Buekova (o. banátská)
    - Carex cespitosa L. – ostřice trsnatá
    - Carex elata All. – ostřice vyvýšená
    - Carex mucronata All. (mimo ČR)
    - Carex nigra (L.) Reichardt (Carex fusca auct.) – ostřice obecná

  - c. Ostřice s koncovým kláskem čistě samčím a 3 bliznami
    - Carex acutiformis Ehrh. – ostřice ostrá (o. kalužní)
    - Carex alba Scop. – ostřice bílá; C1
    - Carex atherodes Spreng (mimo ČR)
    - Carex atrofusca Schkuhr - ostřice černohnědá (mimo ČR)
    - Carex brachystachys Schrank - ostřice útloklasá (mimo ČR)
    - Carex brevicollis DC. – ostřice krátkošíjná; výskyt v ČR pochybný
    - Carex capillaris L. – ostřice vláskovitá; C1
    - Carex caryophyllea Latourr. – ostřice jarní
    - Carex depauperata Curtis ex With.
    - Carex depressa Link ostřice zakrslá (mimo ČR)
    - Carex digitata L. – ostřice prstnatá
    - Carex distans L. – ostřice oddálená; C2
    - Carex ericetorum Pollich – ostřice vřesovištní
    - Carex extensa Gooden. (mimo ČR)
    - Carex ferruginea Scop. (mimo ČR)
    - Carex firma Host - ostřice pevná (mimo ČR)
    - Carex flacca Schreber – ostřice chabá
    - Carex flava agg.
      - Carex demissa Hornem. (C. tumidicarpa N.J. Anderson) – ostřice skloněná
      - Carex derelicta Štěpánková - (Carex viridula subsp. pseudoscandinavica Holub) - ostřice krkonošská
      - Carex flava L. s. str. – ostřice rusá (o. žlutá)
      - Carex lepidocarpa Tausch – ostřice šupinoplodá; C2
      - Carex scandinavica E. W. Davies (mimo ČR)
      - Carex viridula Michx. (C. oederi auct., C. serotina Mérat) – ostřice pozdní; C2

    - Carex frigida All. (mimo ČR)
    - Carex fritschii Waisbecker – ostřice doubravní (o. Fritschova); C2
    - Carex globularis L. (mimo ČR)
    - Carex halleriana Asso ostřice Hallerova (mimo ČR)
    - Carex hirta L. – ostřice srstnatá
    - Carex hordeistichos Vill. – ostřice ječmenovitá; C1
    - Carex hostiana DC. – ostřice Hostova; C2
    - Carex humilis Leysser – ostřice nízká
    - Carex laevigata Sm. (mimo ČR)
    - Carex lasiocarpa Ehrh. – ostřice plstnatoplodá; C2
    - Carex limosa L. – ostřice bažinná (o. mokřadní); C2
    - Carex liparocarpos Gaud. - ostřice leskloplodá (mimo ČR)
    - Carex melanostachya Willd. – ostřice černoklasá; C2
    - Carex michelii Host – ostřice Micheliova
    - Carex montana L. – ostřice horská
    - Carex ornithopoda Willd. – ostřice ptačí nožka; C2
    - Carex ornithopodioides Hausm. (mimo ČR)
    - Carex pallescens L. – ostřice bledavá
    - Carex panicea L. – ostřice prosová
    - Carex paupercula Michx. (Carex magellanica auct.) – ostřice vrchovištní; C2
    - Carex pediformis C. A. Meyer – ostřice tlapkatá
    - Carex pendula Huds. – ostřice převislá
    - Carex pilosa Scop. – ostřice chlupatá
    - Carex pilulifera L. – ostřice kulkonosná
    - Carex pseudocyperus L. – ostřice nedošáchor
    - Carex punctata Gaudin (mimo ČR)
    - Carex rhynchophysa Fisch., C.A.Mey. & Avé-Lall. (mimo ČR)
    - Carex riparia Curtis – ostřice pobřežní
    - Carex rostrata Stokes – ostřice zobánkatá
    - Carex secalina Wahlenb. – ostřice žitná; C2
    - Carex sempervirens Vill. - ostřice vždyzelená (mimo ČR)
    - Carex strigosa Huds. – ostřice hubená (o. hřebílkatá); C2
    - Carex supina Wahlenb. – ostřice drobná
    - Carex sylvatica Huds. – ostřice lesní
    - Carex tomentosa L. – ostřice plstnatá
    - Carex umbrosa Host – ostřice stinná
    - Carex vaginata Tausch – ostřice pochvatá; C1
    - Carex vesicaria L. – ostřice měchýřkatá